# Maison de l'armateur (Le Havre)
Pour les articles homonymes, voir Maison de l'armateur.
La Maison de l'armateur est une demeure du XVIIIe siècle située au Havre qui fut la propriété de plusieurs négociants avant d'être transformée en musée des arts décoratifs, ouvert au public depuis 2006. Elle se trouve au no 3, quai de l'Île, dans le quartier Saint-François, face au port de pêche. Elle a été classée monument historique par arrêté du 26 avril 1950.

## Histoire
La Maison de l'armateur a été édifiée sur les plans de l'architecte de la ville du Havre, Paul-Michel Thibault (1735-1799), à partir de 1790. Ce dernier était l'architecte des fortifications, du magasin général de l'Arsenal et le fontainier de la ville.

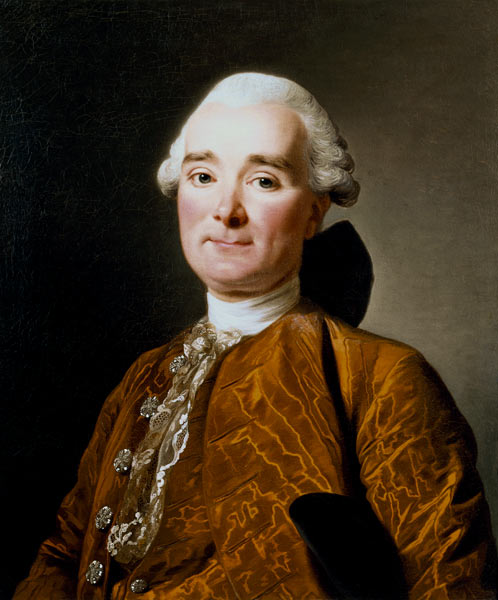
L'armateur et négrier Martin-Pierre Foäche.

Martin-Pierre Foäche, négociant issu d'une des plus grandes familles d'armateurs négriers de la ville, acquiert la maison en 1800. Il y installe ses bureaux et sa résidence d'hiver.
Au milieu du XIXe siècle, la résidence est occupée par l'hôtel d'Helvétie. En 1889, elle est habitée par la famille d'Arras : Georges d'Arras et son épouse née Marie-Jeanne de Courson de la Villeneuve.
Le bâtiment reste debout malgré les bombardements du Havre de septembre 1944 qui ont détruit 80% de la ville.
En 1950, la maison de l'armateur est inscrite sur la liste des monuments historiques, et rachetée cinq ans plus tard à la famille d'Arras par la ville du Havre. C'est un rare témoin de l'époque.

## Architecture

### L'extérieur
La Maison de l'armateur possède une façade d'architecture néo-classique.
Elle s'élève sur cinq niveaux : un rez-de-chaussée (écuries et entrepôt), un entresol, deux étages et un attique.

### L'intérieur
Les deux étages correspondent à la partie noble, constituée des appartements de la famille avec la chambre de Monsieur, la chambre de Madame, le grand salon, le salon de musique, la salle à manger, et de l'étage de la sociabilité et de la vie intellectuelle, avec le salon de lecture, la bibliothèque, le cabinet des cartes et plans, le cabinet de curiosités des peuples, une chambre des hôtes et un boudoir des souvenirs, le tout aménagé comme espace de vie avec meubles, tableaux et arts décoratifs.

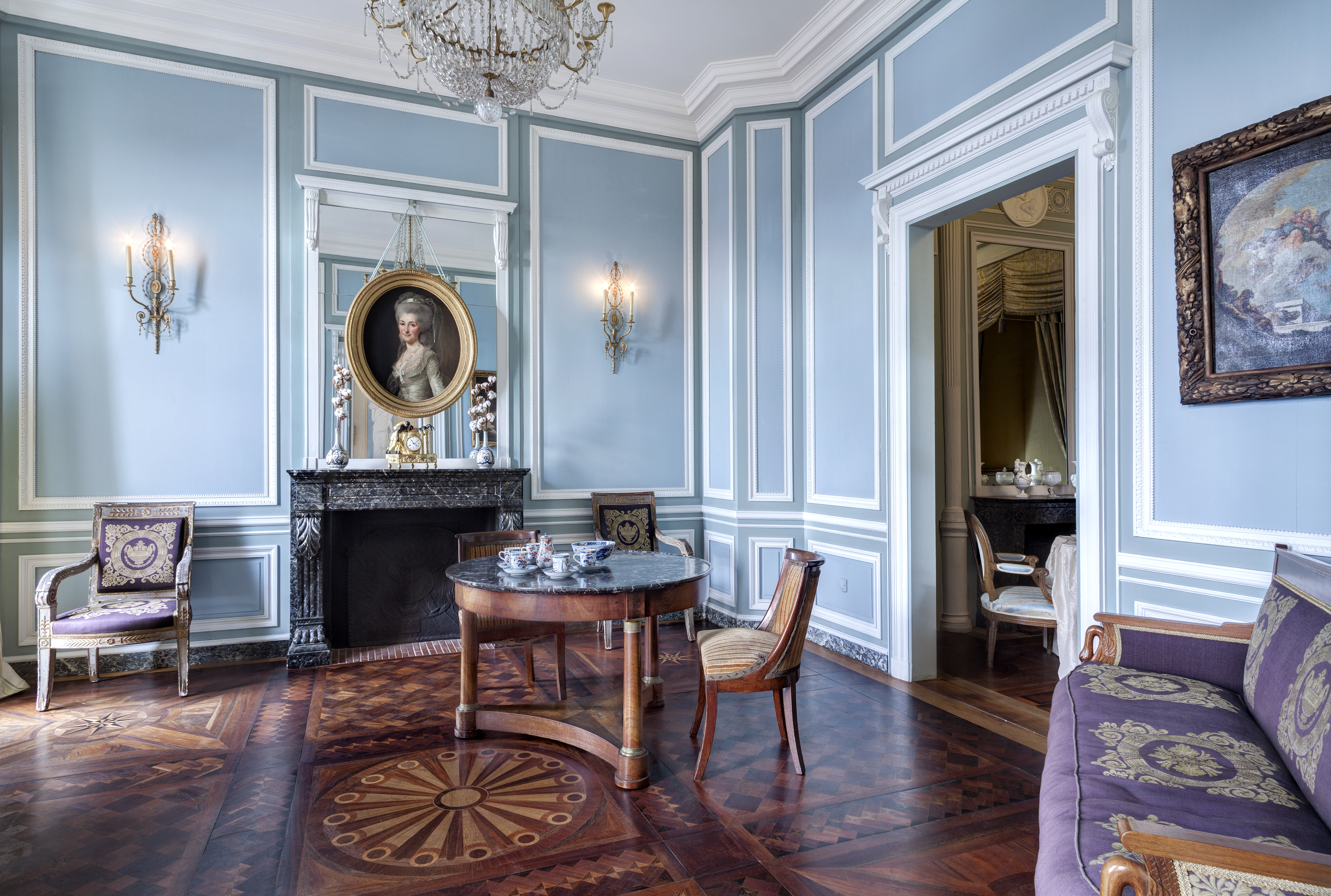
Un salon
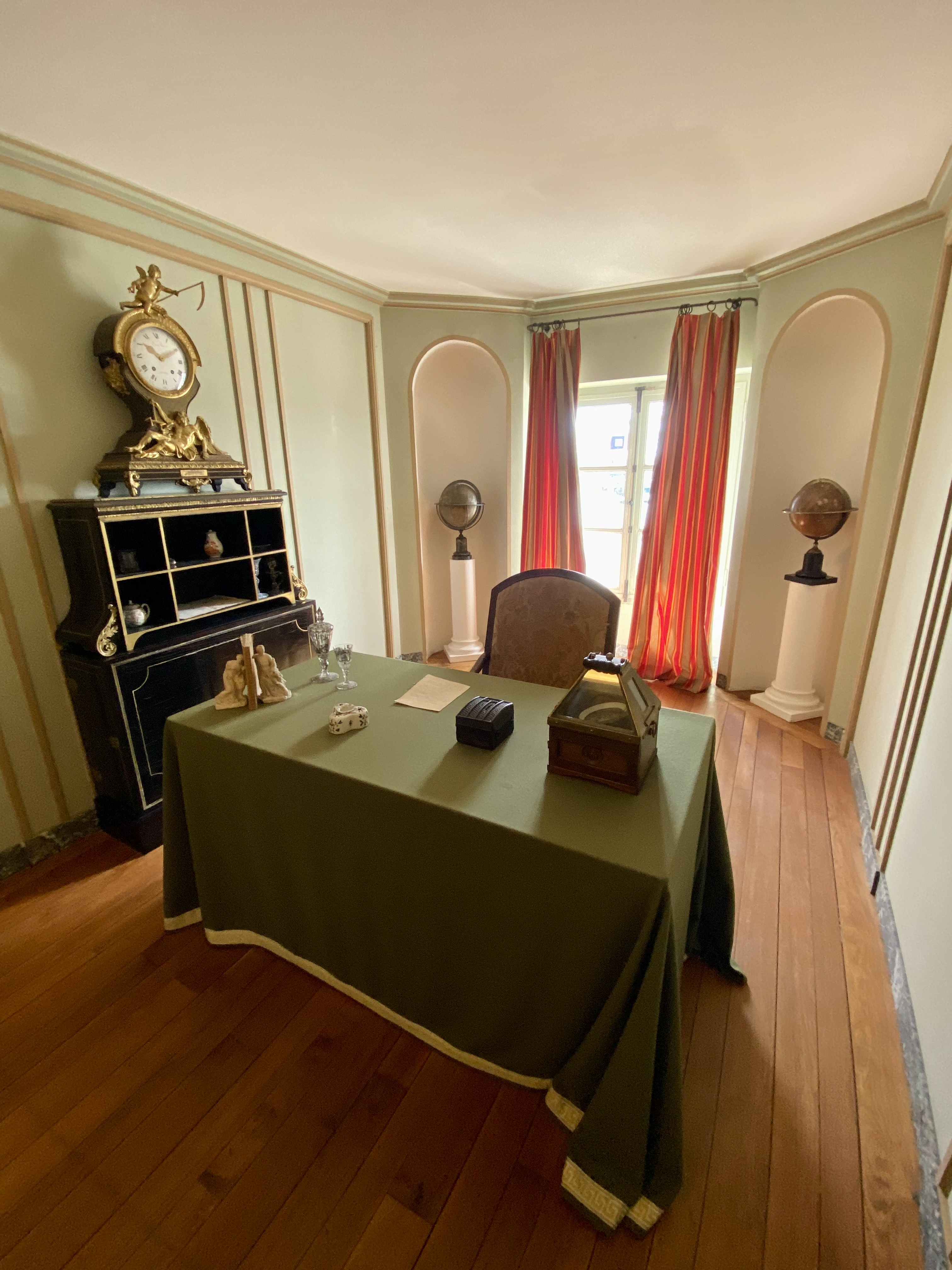
Le bureau
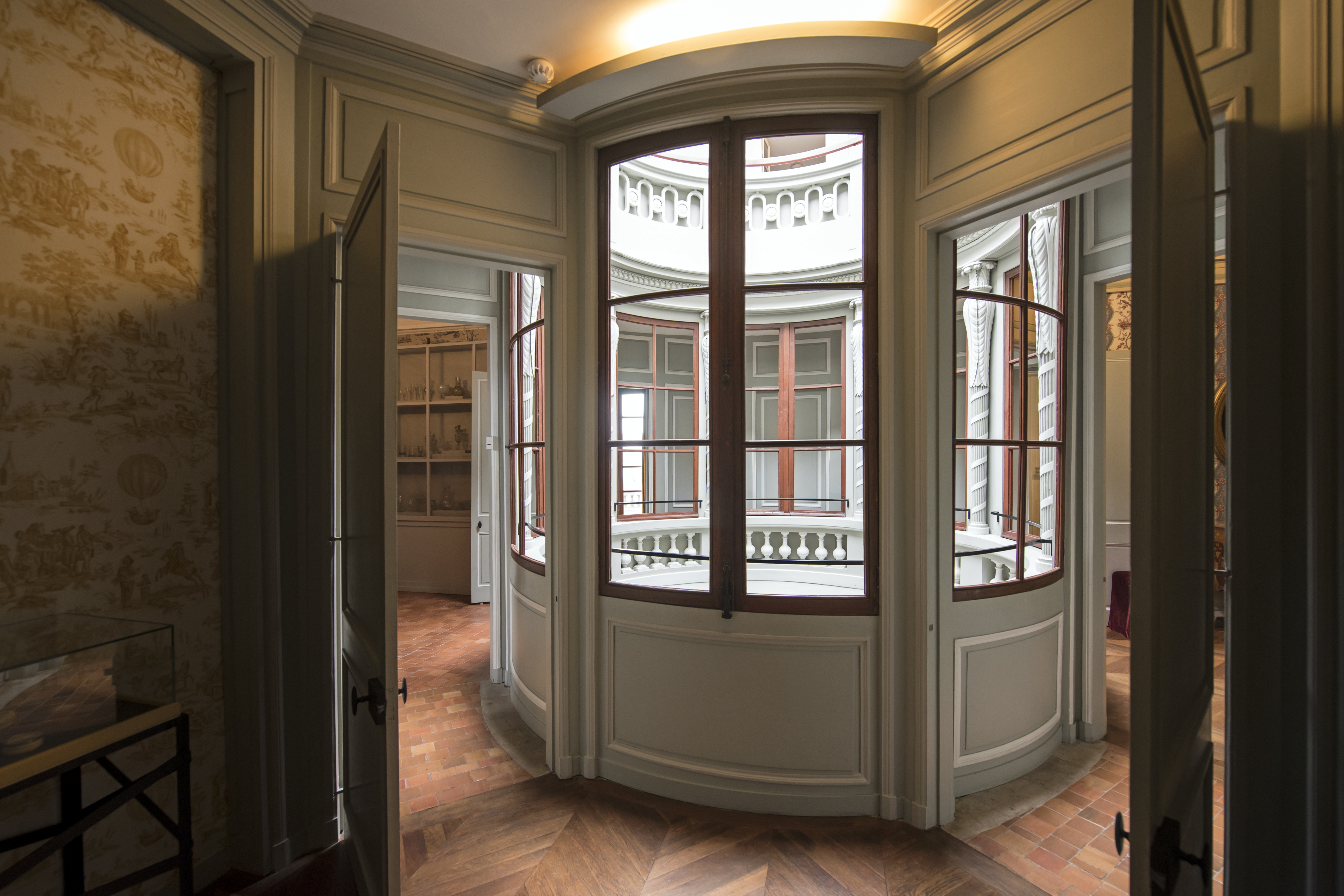
Distribution des pièces autour du puits de lumière

Au début du XIXe siècle, chaque niveau était dédié à un moment de l'existence : les réceptions au premier, le travail au deuxième, la famille au troisième, les loisirs au quatrième. Entre le rez-de-chaussée et le premier étage se trouvent deux escaliers. L'un est en pierre avec un garde-corps en fer forgé sculpté, il était destiné aux propriétaires. L'autre était réservé aux domestiques, il s'agit d'un escalier en bois, à vis de Saint-Gilles.
La caractéristique principale de la maison de l'Armateur est l'organisation de ses vingt pièces autour d'un puits de lumière octogonal. L'exiguïté des pièces est palliée par des miroirs. Le sol est agrémenté de parquets en bois exotique de cinq essences différentes.

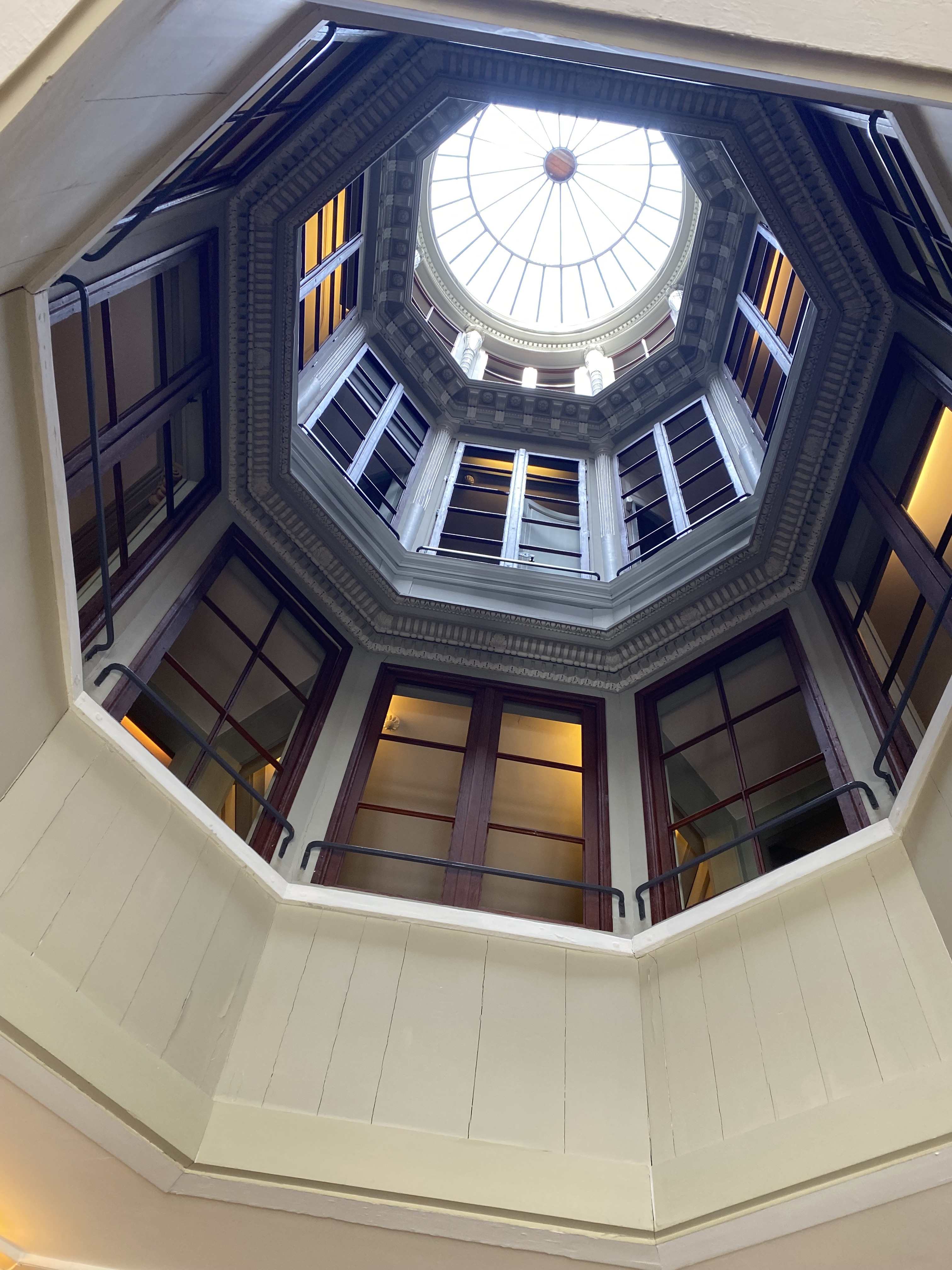
Puits de lumière
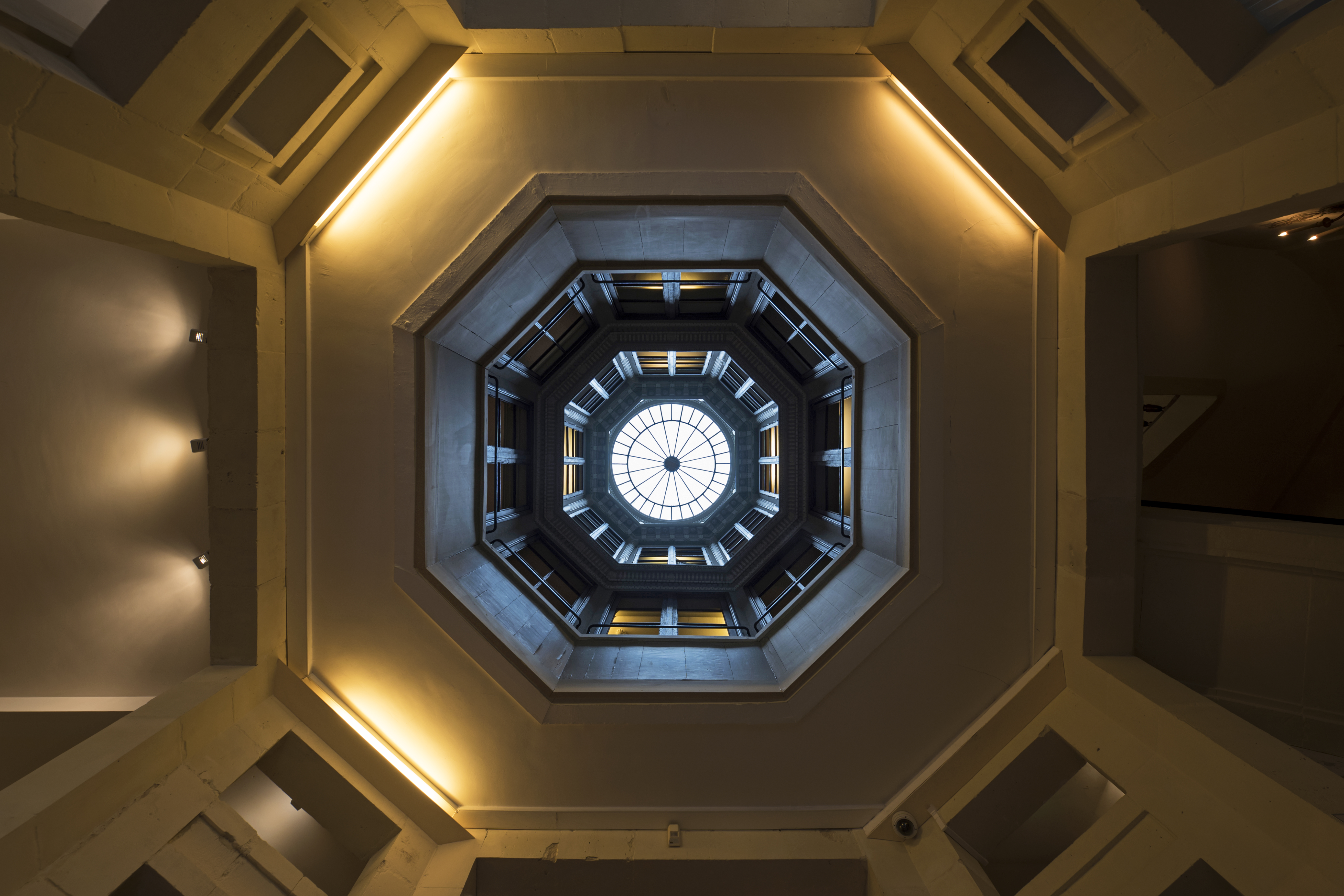
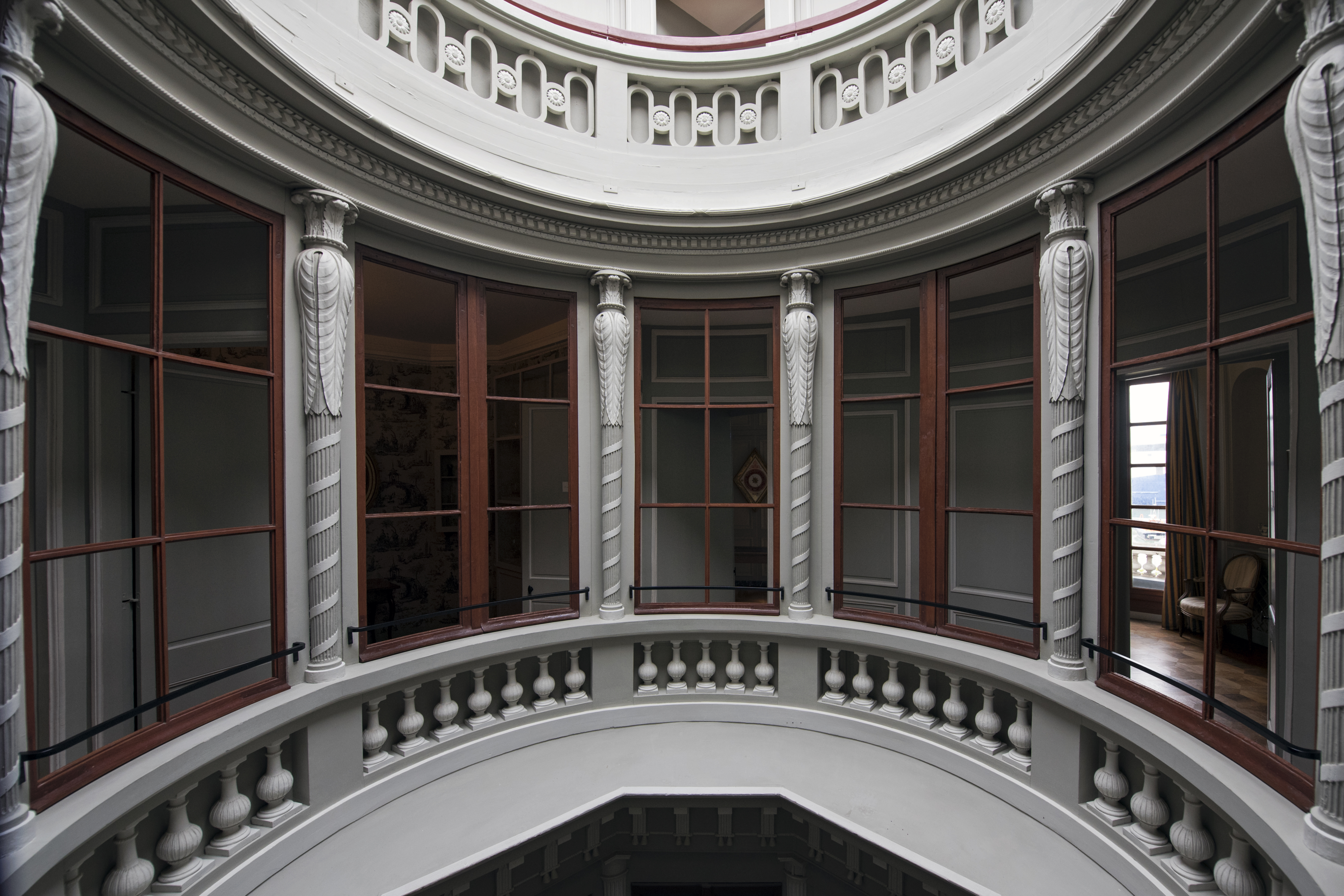

.

## Collection
Ni tout à fait un musée, ni tout à fait une maison, la Maison de l'armateur est ouverte aux visiteurs depuis 2006.
Cette maison musée présente des objets de l'Ancien Régime et du XIXe siècle : meubles, cartes anciennes, statues, peintures, livres anciens. Les pièces sont agrémentées de livres anciens, de tableaux du musée d'art moderne André-Malraux et d'objets du muséum d'histoire naturelle. Parmi les pièces les plus notables, on trouve :
Peinture
- Alexandre Roslin, Portrait de Martin-Pierre Foache, Portrait de Louise Foache née Chausée, Portrait de Jacques-François Bégouen-Demeaux, Portrait de Jeanne Bégouen-Demeaux née Mahieu, Portrait de Stanislas Foache.
- Louis-Philippe Crépin, Le Havre vu de la mer.
- Anonyme, portrait de Madeleine de Scudéry.

Meubles et objets d'art
- Plat au chien Fô[5] et corbeille de fleurs
- Sextant à lunette
- Grand verre en cristal gravé et taillé, Pays-Bas, XVIIIe siècle
- Maquette du trois-mâts L'Adélaïde

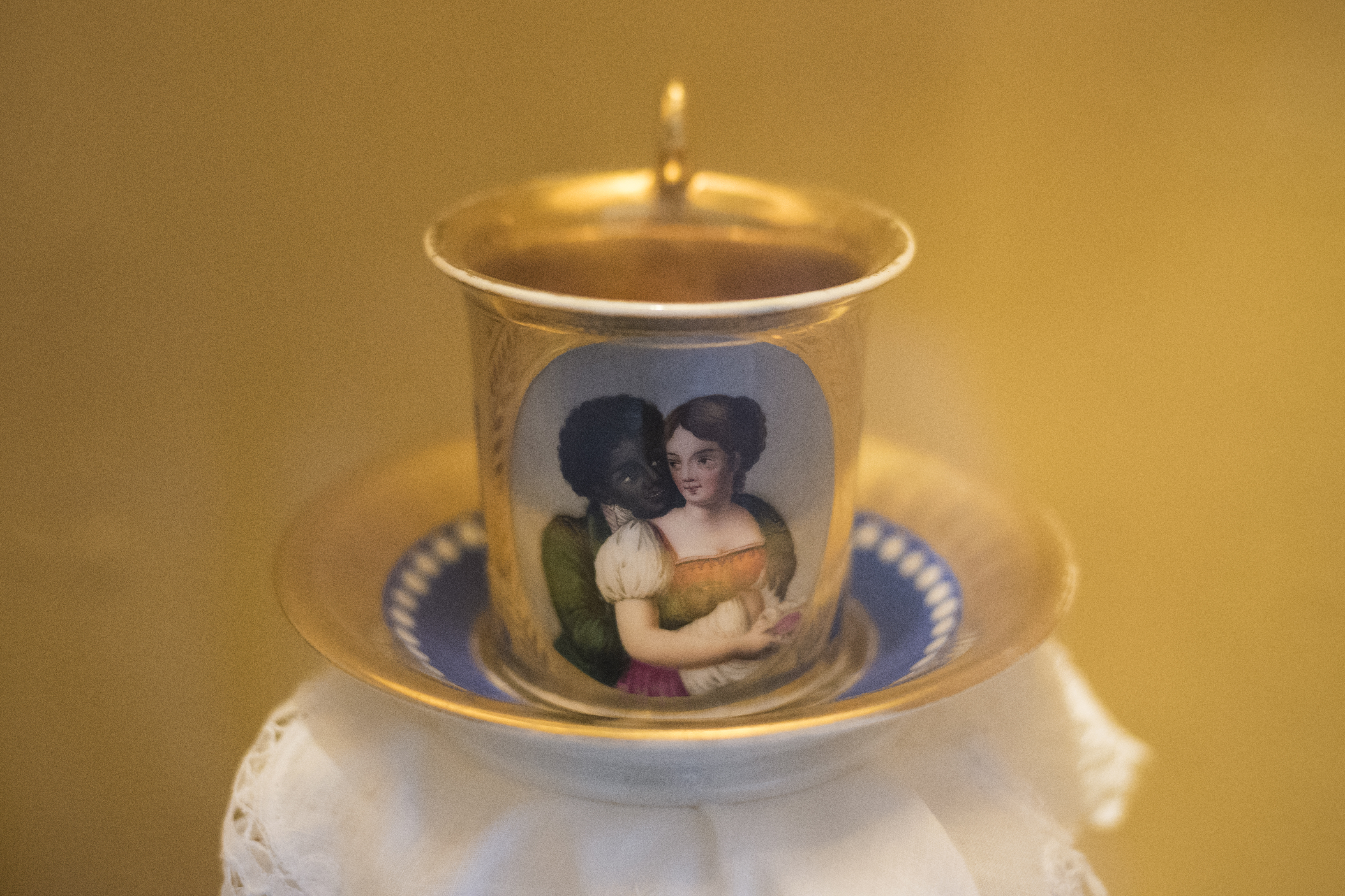
Tasse

## Mémoire de la traite négrière
Cet hôtel particulier a appartenu à la plus importante famille d'armateurs négriers du Havre, les Foäche. S'il montre bien le luxe dans lequel vivaient les négociants qui vivaient du commerce triangulaire au XVIIIe et XIXe siècles, il intègre aussi une pièce consacrée à l'histoire de la traite négrière, unique lieu au Havre consacré à cette histoire.
La surface réduite consacrée à cette mémoire provoque de vives critiques de la part d'associations, notamment de Mémoires & Partages. Karfa Diallo, son fondateur, estime que « la maison de l’Armateur vante le luxe des armateurs qui se sont enrichis sur la traite humaine. C’est un scandale que le seul lieu évoquant ce passé soit cette maison ». En janvier 2018, une pétition est même lancée par un habitant du Havre pour réclamer que cette mémoire soit présentée dans un espace dédié. En réponse, la ville du Havre annonce en 2019 que des espaces seront libérés au musée Dubocage de Bléville afin d'installer une exposition permanente consacrée à ce sujet d'ici 2026.